# Krishna (district)
Krishna is een district in de Indiase staat Andhra Pradesh. De hoofdstad is Masulipatnam en het district had 1.735.079 inwoners bij de census van 2011.

## Bestuurlijke indeling
Krishna is onderverdeeld in 26 mandals.